# 大圩站
大圩站为桂海铁路车站，位于中国广西壮族自治区桂林市灵川县大圩镇，桂海铁路21.19千米处，距桂林南站17.56千米，距桂林东站9.16千米。该站只承担货运，不承担客运。

## 历史
1976年8月1日起，桂林南站至大圩站正式开办营业，并在桂林南站与湘桂铁路办理交接业务。
1982年，拆除袁家站和桂海线正线5.3公里，只留下桂林南站到大圩站17.7公里办理营业。并且在大圩站设桂海铁路管理站，有跃进型蒸汽机车1台作调车之用。 

## 现状
目前桂林东站到大圩站12.03公里区间为废弃状态，许多枕木已经腐蚀与铁轨分离，无法行车。而大圩站在2012年之后仅剩1条正线。
2015年修建的灵川绿道将大圩站站房作为火车站驿站，而大圩站原1道的路基亦被灵川绿道使用。